# 레오 더 라이언

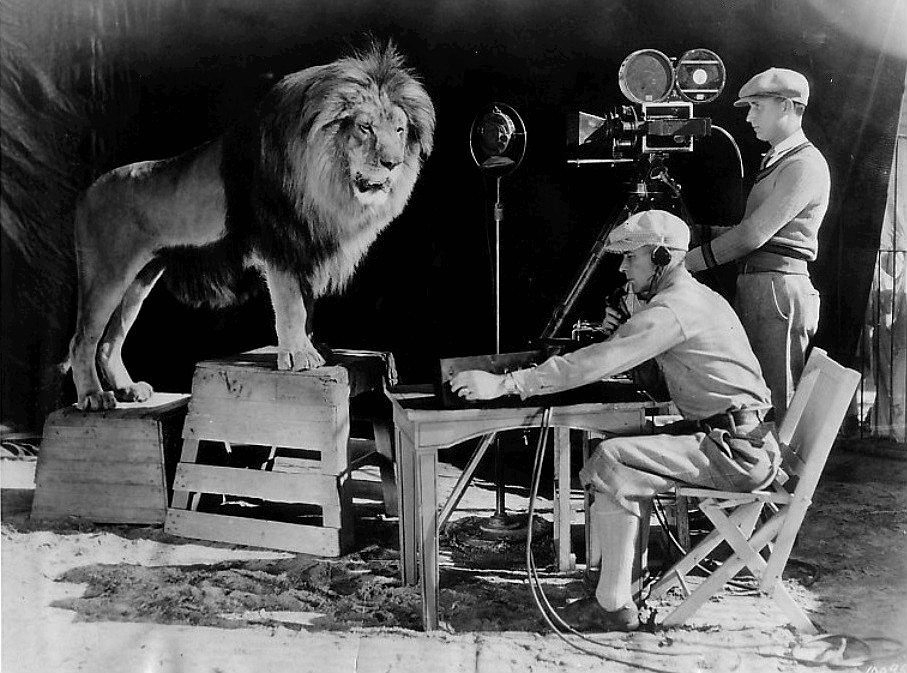
레오 더 라이언을 찍고 있다. (1928년)

레오 더 라이언(영어: Leo the Lion)은 미국의 영화사 메트로 골드윈 메이어 (MGM)의 마스코트이다. 마스코트는 사자가 짖는 소리이며, 1924년 창업 때부터 디자인은 거의 변하지 않았다.

## 같이 보기
- 아마존 MGM 스튜디오
- 메트로 골드윈 메이어
- 예술지상주의